# Medaeops potens
Medaeops potens is een krabbensoort uit de familie van de Xanthidae. De wetenschappelijke naam van de soort is voor het eerst geldig gepubliceerd in 2009 door Mendoza, Chong & Ng.